# NGC 4490
NGC 4490 је спирална галаксија у сазвежђу Ловачки пси која се налази на NGC листи објеката дубоког неба.
Деклинација објекта је + 41° 38' 34" а ректасцензија 12h 30m 36,1s. Привидна величина (магнитуда) објекта NGC 4490 износи 9,5 а фотографска магнитуда 10,2. Налази се на удаљености од 8,675 милиона парсека од Сунца. NGC 4490 је још познат и под ознакама UGC 7651, MCG 7-26-14, CGCG 216-8, KCPG 341B, ARP 269, VV 30, PGC 41333.